# Đầm lầy bạc
Đầm lầy bạc là một bộ phim truyền hình thuộc loạt phim Cảnh sát hình sự được thực hiện bởi Trung tâm Phim truyền hình Việt Nam, Đài Truyền hình Việt Nam do Bùi Quốc Việt làm đạo diễn. Phim phát sóng vào lúc 21h00 thứ 5, 6 hàng tuần bắt đầu từ ngày 11 tháng 2 năm 2011 và kết thúc vào ngày 15 tháng 4 năm 2011 trên kênh VTV3.

## Nội dung
Đầm lầy bạc bắt đầu từ khi tai họa ập đến với gia đình hạnh phúc và giàu có của đại gia Đặng Trường Thái. Diệu Linh (Thanh Hoa), con gái cả của ông Thái về thăm nhà giữa khóa cao học bên Anh và phát hiện ra cả nhà đều bị sát hại ngay trong ngôi biệt thự Sen Trắng của gia đình. Ác mộng cũng từ đó đến với những kẻ bỏ trốn vì tình nghi giết người. Bởi không chỉ cảnh sát, họ còn bị những tên sát thủ thuộc Liên minh Bạc, tổ chức của các đại gia truy sát. Dù vậy, họ vốn chỉ là những con tốt thí, những kẻ bị lợi dụng và kẻ chủ mưu thực sự lại là bàn tay của kẻ thứ năm...

## Diễn viên
- NSƯT Trần Đức trong vai Đặng Trường Thọ
- NSƯT Thanh Quý trong vai Đặng Ngọc Hương
- NSƯT Tạ Minh Thảo trong vai Văn Lực
- NSƯT Tuấn Cường trong vai Phúc
- NSƯT Phùng Tiến Minh trong vai Thông
- Quang Sự trong vai Nhân
- Thanh Hoa trong vai Diệu Linh
- Tùng Dương trong vai Bằng
- Hoàng Hải trong vai Thiện Lương
- NSND Nguyễn Hải trong vai Hoàng "Khát máu"
- Quỳnh Tứ trong vai Yến
- Pha Lê trong vai Ngọc Mi
- Bảo Anh trong vai Tuấn
- Chu Hùng trong vai Nguyễn Cố
- Nguyễn Hải trong vai Trung
- Hoàng Tùng trong vai Mạnh
- Văn Báu trong vai Thủ trưởng Thành

Cùng một số diễn viên khác....

## Ca khúc trong phim
Bài hát trong phim là ca khúc "Đến nơi bình yên" do Lê Anh Dũng sáng tác và Lưu Hương Giang thể hiện.

## Giải thưởng
| Năm  | Giải thưởng                                | Hạng mục                | (Người) đề cử | Kết quả   | Tham khảo   |
| ---- | ------------------------------------------ | ----------------------- | ------------- | --------- | ----------- |
| 2010 | Liên hoan truyền hình toàn quốc lần thứ 30 | Phim truyền hình        | —             | Giải bạc  | [ 5 ] [ 6 ] |
| 2010 | Liên hoan truyền hình toàn quốc lần thứ 30 | Đạo diễn xuất sắc nhất  | Bùi Quốc Việt | Đoạt giải | [ 7 ]       |
| 2010 | Giải Cánh diều                             | Phim truyện truyền hình | —             | Bằng khen | [ 8 ]       |